# Quanshang
Quanshang är en köping i sydöstra Kina. Den ligger i Ninghua härad i staden Sanming i provinsen Fujian, omkring 240 kilometer väster om provinshuvudstaden Fuzhou. Antalet invånare är 16 209. Befolkningen består av 7 966 kvinnor och 8 243 män. Barn under 15 år utgör 17,0 %, vuxna 15-64 år 70 %, och äldre över 65 år 11,0 %.